# Basilica di Sant'Agostino (Milano)
La basilica prepositurale di Sant'Agostino è una chiesa cattolica di Milano situata in via Copernico 9, non lontano dalla stazione centrale.
La chiesa è sede della Società salesiana di San Giovanni Bosco.

## Storia
Un primo progetto per la costruzione di una nuova chiesa di grandi dimensioni nell'area alla sinistra della stazione centrale venne presentato dall'architetto Cecilio Arpesani nel 1895. Questa versione prevedeva due torri campanarie ai lati dell'abside maggiore ed una facciata a salienti con, al centro, tre grandi finestroni ad arco, chiaramente ispirati alla facciata della basilica di Sant'Ambrogio.
Questo progetto venne modificato nell'anno successivo; la costruzione del tempio ebbe inizio quattro anni dopo, nel 1900, e terminò nel 1926. Tuttavia la chiesa venne consacrata ancora prima di essere terminata dall'arcivescovo di Milano Andrea Carlo Ferrari, il 19 giugno 1920.
Danneggiata dal bombardamento di Milano dell'agosto 1943, venne in seguito restaurata. Nel 2007, dopo mesi di lavori, è terminato il restauro dell'area absidale, con installazione di un nuovo impianto di illuminazione.

## Descrizione

### Esterno
La basilica prepositurale di Sant'Agostino è un severo edificio in stile neoromanico, caratterizzato dal colore rosso dei mattoncini del paramento murario.
La facciata, che dà su via Copernico, è a salienti, scandita da due contrafforti in blocchi di pietra chiara. Nella parte inferiore si trovano i tre portali, uno in corrispondenza di ogni navata. Ognuno dei portali è sormontato da una lunetta musiva a tutto sesto; quella del portale centrale raffigura i Santi Agostino e Ambrogio, mentre le lunette dei portali laterali raffigurano San Francesco di Sales (lunetta di sinistra) e San Giovanni Bosco (lunetta di destra). A metà della facciata si apre un loggiato poggiante su colonne marmoree corinzie, che ha tre archi in corrispondenza delle due navate laterali ed cinque archi in corrispondenza della navata centrale. Inoltre sopra i suddetti cinque archi si trovano altri due loggiati di minore altezza, di sette archi ciascuno.
Nella parte posteriore della chiesa si notano il tiburio ottagonale che si eleva all'incrocio del transetto con la navata centrale e l'abside maggiore, con loggiato e rosoni circolari, sormontata da due campanili a vela.

### Interno

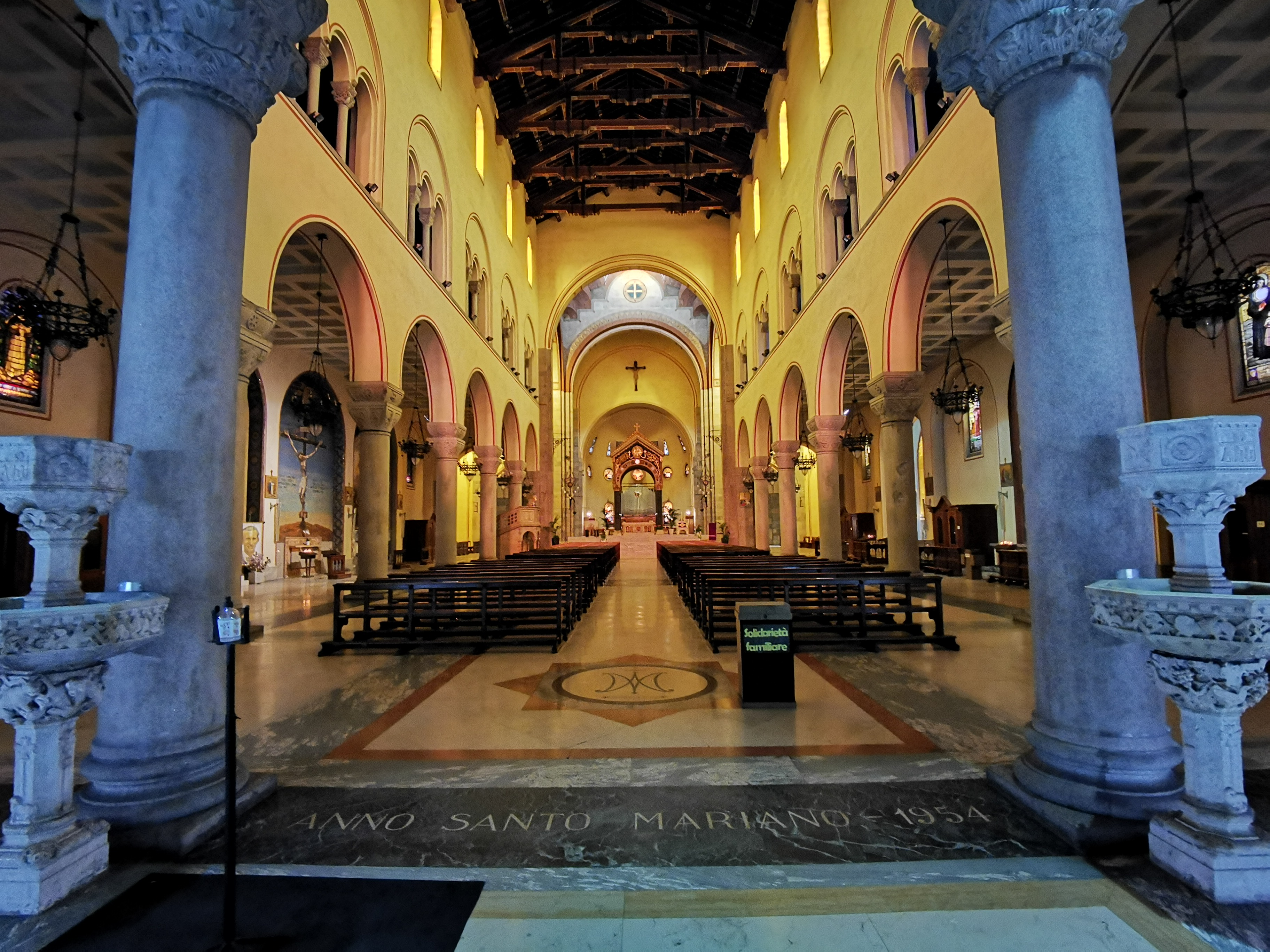
Interno

La basilica ha pianta a croce latina; l'aula è suddivisa in tre navate da due file di arcate a tutto sesto sorrette da colonne marmoree; la navata centrale, larga 13 metri, è coperta con soffitto a capriate lignee a vista; le navate laterali, larghe 7 metri, sono coperte con un semplice soffitto a cassettoni quadrati. Sulla navata centrale, tramite trifore, si affacciano i due matronei, posti sopra le lavate laterali.

### Organo a canne
Alle spalle dell'altare maggiore, si trova l'organo a canne Tamburini opus 216, costruito nel 1945.
Lo strumento è a trasmissione elettrica ed è racchiuso all'interno di un unico corpo fonico, con cassa limitata al basamento e mostra composta da canne di principale disposte a palizzata con bocche a mitria non allineate. La consolle, fissa, è anch'essa nell'abside ed ha due tastiere di 61 note ciascuna e pedaliera concavo-radiale di 32 note.